# Campoplex townesi
Campoplex townesi är en stekelart som beskrevs av Gupta och Maheshwary 1977. Campoplex townesi ingår i släktet Campoplex och familjen brokparasitsteklar. Inga underarter finns listade.